# اشپانتکوو
شپانتکوو (به آلمانی: Spantekow) یک شهر در آلمان است که در فرپومرن-گرایفسوالد واقع شده‌است. شپانتکوو ۱٬۱۷۱ نفر جمعیت دارد.